# سرخس دارچینی
سرخس دارچینی (نام علمی: Osmundastrum cinnamomeum) نام یک گونه از تیره شاه‌سرخسیان است.